# Аппель, Габи
Габриэла Марион (Габи) Аппель (в замужестве — Рейман) (нем. Gabriele Marion (Gaby) Appel (Reimann), род. 17 января 1958, Фирзен, Северный Рейн-Вестфалия) — немецкая хоккеистка (хоккей на траве), полевой игрок. Серебряный призёр летних Олимпийских игр 1984 года, участница летних Олимпийских игр 1988 года, двукратная чемпионка мира 1976 и 1981 годов, двукратный серебряный призёр чемпионата мира 1978 и  1986 годов, бронзовый призёр чемпионата Европы 1984 года.

## Биография
Габи Аппель родилась 29 июня 1958 года в западногерманском городе Фирзен.
Начала играть в хоккей на траве за «Фирзенер», в 1977 году перешла в «Байер» из Леверкузена. Вскоре перебралась в «Гроссфлоттбеккер» из Гамбурга, в составе которого в 1979 году стала чемпионкой ФРГ. Большую часть карьеры провела в гамбургском «Клиппере».
Завоевала четыре медали чемпионата мира: золото в 1976 году в Западном Берлине и 1981 году в Буэнос-Айресе, серебро в 1978 году в Мадриде и 1986 году в Амстелвене.
В 1984 году завоевала бронзовую медаль чемпионата Европы в Лилле.
В том же году вошла в состав женской сборной ФРГ по хоккею на траве на летних Олимпийских играх в Лос-Анджелесе и завоевала серебряную медаль. Играла в поле, провела 5 матчей, забила 1 мяч в ворота сборной Канады.
В 1988 году вошла в состав женской сборной ФРГ по хоккею на траве на летних Олимпийских играх в Сеуле, занявшей 5-е место. Играла в поле, провела 5 матчей, мячей не забивала.
Трижды выигрывала золотые медали чемпионата Европы по индорхоккею: в 1981 году в Западном Берлине, в 1984 году в Лондоне, в 1987 году в Бад-Нойенар-Арвайлере.
В 1975—1988 годах провела за сборную ФРГ 209 матчей (181 на открытых полях, 28 в помещении). До 2000 года была лидером сборной по числу игр, пока её не обошла Бритта Беккер.
Завершила игровую карьеру в середине 1990-х годов, после чего выступала за ветеранскую сборную Германии.
В течение 15 лет работала в Гамбургском управлении здравоохранения. Позже открыла в городе собственную натуропатическую практику.

## Семья
Была замужем за президентом клуба «Клиппер», тренером и хоккейным организатором Гюнтером Рейманом (1938 или 1939—2004).